# FINA Water Polo World League 2012 (femminile)
La World League femminile di pallanuoto 2012 è stata la 9ª edizione della manifestazione organizzata annualmente dalla FINA. La competizione si è svolta complessivamente tra il 20 febbraio e il 3 giugno 2012 in due fasi: un turno di qualificazione su base continentale e la Super Final, che per il secondo anno consecutivo ha avuto luogo in Cina, questa volta nella città di Changshu.
Hanno partecipato in tutto 14 nazionali e si sono qualificate per la Super Final quattro squadre dall'Europa, due dalle Americhe e due dal raggruppamento Asia/Oceania, inclusa la Cina padrona di casa.
Gli Stati Uniti hanno superato in finale l'Australia e hanno conquistato il titolo per la settima volta, la quarta consecutiva.

## Turno di qualificazione

### Americhe
Il girone di qualificazione americano si è disputato dal 20 al 22 febbraio a Los Alamitos negli Stati Uniti.
|    | Squadra     | Pti | G | V | VR | PR | P | GF | GS | DR  |
| -- | ----------- | --- | - | - | -- | -- | - | -- | -- | --- |
| 1. | Stati Uniti | 12  | 4 | 4 | 0  | 0  | 0 | 60 | 20 | +40 |
| 2. | Canada      | 6   | 4 | 2 | 0  | 0  | 2 | 47 | 33 | +14 |
| 3. | Brasile     | 0   | 4 | 0 | 0  | 0  | 4 | 11 | 65 | -54 |

| Data     | Ora   | Gara        | Gara  | Gara    |
| -------- | ----- | ----------- | ----- | ------- |
| 20-02-12 | 10:30 | Stati Uniti | 19-1  | Brasile |
| 20-02-12 | 19:00 | Stati Uniti | 13-11 | Canada  |
| 21-02-12 | 10:30 | Canada      | 16-1  | Brasile |
| 21-02-12 | 19:00 | Stati Uniti | 17-1  | Brasile |
| 22-02-12 | 10:30 | Canada      | 13-8  | Brasile |
| 22-02-12 | 19:00 | Stati Uniti | 11-7  | Canada  |

### Asia/Oceania
Le partecipanti si sono affrontate in un girone unico disputatosi in due turni: dal 3 al 5 maggio a Shanghai, in Cina, e dall'8 al 10 maggio a Chiba, in Giappone.
|    | Squadra   | Pti | G | V | VR | PR | P | GF | GS | DR  |
| -- | --------- | --- | - | - | -- | -- | - | -- | -- | --- |
| 1. | Cina      | 9   | 4 | 3 | 0  | 0  | 1 | 53 | 28 | +25 |
| 2. | Australia | 9   | 4 | 3 | 0  | 0  | 1 | 45 | 32 | +13 |
| 3. | Giappone  | 0   | 4 | 0 | 0  | 0  | 4 | 21 | 59 | -38 |

- Shanghai

| Data     | Ora   | Gara      | Gara | Gara      |
| -------- | ----- | --------- | ---- | --------- |
| 03-05-12 | 15:45 | Cina      | 14-4 | Australia |
| 04-05-12 | 15:45 | Cina      | 14-5 | Giappone  |
| 05-05-12 | 14:30 | Australia | 12-6 | Giappone  |

- Chiba

| Data     | Ora   | Gara      | Gara  | Gara      |
| -------- | ----- | --------- | ----- | --------- |
| 08-05-12 | 15:30 | Giappone  | 8-15  | Cina      |
| 09-05-12 | 15:30 | Australia | 11-10 | Cina      |
| 10-05-12 | 15:30 | Giappone  | 2-18  | Australia |

### Europa
Le squadre europee hanno disputato due gironi in sede unica dal 10 al 13 maggio. Si sono qualificate per la Super Final le prime due di ciascun girone.

#### Gruppo A
|    | Squadra  | Pti | G | V | VR | PR | P | GF | GS | DR  |
| -- | -------- | --- | - | - | -- | -- | - | -- | -- | --- |
| 1. | Germania | 11  | 6 | 3 | 1  | 0  | 2 | 55 | 55 | 0   |
| 2. | Italia   | 10  | 6 | 3 | 0  | 1  | 2 | 55 | 43 | +12 |
| 3. | Ungheria | 10  | 6 | 3 | 0  | 1  | 2 | 63 | 60 | +3  |
| 4. | Spagna   | 5   | 6 | 1 | 1  | 0  | 4 | 47 | 62 | -15 |

- Siracusa

| Data     | Ora   | Gara     | Gara          | Gara     |
| -------- | ----- | -------- | ------------- | -------- |
| 10-05-12 | 18:30 | Germania | 13-8          | Ungheria |
| 10-05-12 | 20:00 | Spagna   | 6-12          | Italia   |
| 11-05-12 | 10:00 | Ungheria | 16-12         | Spagna   |
| 11-05-12 | 11:20 | Italia   | 12-6          | Germania |
| 11-05-12 | 19:00 | Spagna   | 7-12          | Germania |
| 11-05-12 | 20:20 | Italia   | 8-6           | Ungheria |
| 12-05-12 | 10:20 | Ungheria | 9-9 11-14 rig | Spagna   |
| 12-05-12 | 11:45 | Germania | 8-8 11-8 rig  | Italia   |
| 12-05-12 | 19:00 | Germania | 10-15         | Ungheria |
| 12-05-12 | 20:20 | Italia   | 7-8           | Spagna   |
| 13-05-12 | 10:30 | Spagna   | 5-6           | Germania |
| 13-05-12 | 11:45 | Ungheria | 9-8           | Italia   |

#### Gruppo B
|    | Squadra       | Pti | G | V | VR | PR | P | GF | GS | DR  |
| -- | ------------- | --- | - | - | -- | -- | - | -- | -- | --- |
| 1. | Russia        | 15  | 6 | 5 | 0  | 0  | 1 | 60 | 48 | +12 |
| 2. | Grecia        | 15  | 5 | 5 | 0  | 0  | 1 | 52 | 41 | +11 |
| 3. | Paesi Bassi   | 6   | 6 | 2 | 0  | 0  | 4 | 41 | 50 | -9  |
| 4. | Gran Bretagna | 0   | 6 | 0 | 0  | 0  | 6 | 39 | 54 | -15 |

- Volos

| Data     | Ora   | Gara        | Gara  | Gara          |
| -------- | ----- | ----------- | ----- | ------------- |
| 10-05-12 | 18:30 | Russia      | 9-8   | Gran Bretagna |
| 10-05-12 | 20:15 | Grecia      | 7-4   | Paesi Bassi   |
| 11-05-12 | 10:30 | Russia      | 13-9  | Paesi Bassi   |
| 11-05-12 | 12:15 | Grecia      | 8-7   | Gran Bretagna |
| 11-05-12 | 18:30 | Paesi Bassi | 8-7   | Gran Bretagna |
| 11-05-12 | 20:15 | Grecia      | 7-6   | Russia        |
| 12-05-12 | 10:30 | Russia      | 11-7  | Gran Bretagna |
| 12-05-12 | 12:15 | Grecia      | 10-5  | Paesi Bassi   |
| 12-05-12 | 18:30 | Russia      | 8-7   | Paesi Bassi   |
| 12-05-12 | 20:15 | Grecia      | 10-6  | Gran Bretagna |
| 13-05-12 | 10:30 | Paesi Bassi | 8-4   | Gran Bretagna |
| 13-05-12 | 12:15 | Grecia      | 10-13 | Russia        |

## Super Final
Le otto qualificate hanno disputato una fase preliminare, divise in due gironi, che è servita a determinare la griglia della successiva fase a eliminazione diretta.

### Fase preliminare

#### Gironi
| Gruppo A        | Gruppo A    | Gruppo B       | Gruppo B  |
| --------------- | ----------- | -------------- | --------- |
| Americhe 1      | Stati Uniti | Americhe 2     | Canada    |
| Europa 1A       | Germania    | Europa 1B      | Russia    |
| Europa 2B       | Grecia      | Europa 2A      | Italia    |
| Paese ospitante | Cina        | Asia/Oceania 1 | Australia |

#### Gruppo A
|    | Squadra     | Pti | G | V | VR | PR | P | GF | GS | DR  |
| -- | ----------- | --- | - | - | -- | -- | - | -- | -- | --- |
| 1. | Stati Uniti | 9   | 3 | 3 | 0  | 0  | 0 | 35 | 13 | +22 |
| 2. | Cina        | 6   | 3 | 2 | 0  | 0  | 1 | 33 | 23 | +10 |
| 3. | Grecia      | 3   | 3 | 1 | 0  | 0  | 2 | 29 | 31 | -2  |
| 4. | Germania    | 0   | 3 | 0 | 0  | 0  | 3 | 18 | 48 | -30 |

| Data     | Ora   | Gara        | Gara  | Gara        |
| -------- | ----- | ----------- | ----- | ----------- |
| 29-05-12 | 16:20 | Stati Uniti | 10-6  | Cina        |
| 29-05-12 | 17:40 | Germania    | 11-16 | Grecia      |
| 30-05-12 | 15:00 | Stati Uniti | 8-4   | Grecia      |
| 30-05-12 | 16:20 | Germania    | 4-15  | Cina        |
| 31-05-12 | 16:20 | Grecia      | 9-12  | Cina        |
| 31-05-12 | 17:40 | Germania    | 3-17  | Stati Uniti |

#### Gruppo B
|    | Squadra   | Pti | G | V | VR | PR | P | GF | GS | DR  |
| -- | --------- | --- | - | - | -- | -- | - | -- | -- | --- |
| 1. | Australia | 8   | 3 | 2 | 1  | 0  | 0 | 38 | 12 | +26 |
| 2. | Russia    | 7   | 3 | 2 | 0  | 1  | 0 | 32 | 16 | +16 |
| 3. | Canada    | 3   | 3 | 1 | 0  | 0  | 2 | 20 | 34 | -14 |
| 4. | Italia    | 0   | 3 | 0 | 0  | 0  | 3 | 9  | 37 | -28 |

| Data     | Ora   | Gara   | Gara        | Gara      |
| -------- | ----- | ------ | ----------- | --------- |
| 29-05-12 | 15:00 | Italia | 3-16        | Russia    |
| 29-05-12 | 19:00 | Canada | 4-20        | Australia |
| 30-05-12 | 17:40 | Italia | 2-12        | Australia |
| 30-05-12 | 19:00 | Canada | 7-10        | Russia    |
| 31-05-12 | 15:00 | Italia | 4-9         | Canada    |
| 31-05-12 | 19:00 | Russia | 6-6 7-9 rig | Australia |

### Fase finale

#### Tabellone
|  | Quarti di finale       | Quarti di finale      |                       |      | Semifinali                | Semifinali                |  |  | Finale                | Finale |
|  |                        |                       |                       |      |                           |                           |  |  |                       |        |
|  | 1º giugno 2012 - 17:40 |                       |                       |      |                           |                           |  |  |                       |        |
|  |                        |                       |                       |      |                           |                           |  |  |                       |        |
|  | A1: Stati Uniti        | 11                    |                       |      |                           |                           |  |  |                       |        |
|  | A1: Stati Uniti        | 11                    | 2 giugno 2012 - 19:00 |      |                           |                           |  |  |                       |        |
|  | B4: Italia             | 2                     |                       |      |                           |                           |  |  |                       |        |
|  | B4: Italia             | 2                     | Stati Uniti           | 7    |                           |                           |  |  |                       |        |
|  | 1º giugno 2012 - 15:00 |                       | Stati Uniti           | 7    |                           |                           |  |  |                       |        |
|  |                        | Grecia                | 6                     |      |                           |                           |  |  |                       |        |
|  | B2: Russia             | Grecia                | 6                     | 9    |                           |                           |  |  |                       |        |
|  | B2: Russia             |                       | 3 giugno 2012 - 19:00 | 9    |                           |                           |  |  |                       |        |
|  | A3: Grecia             | 11                    |                       |      |                           |                           |  |  |                       |        |
|  | A3: Grecia             | 11                    | Stati Uniti           | 6    |                           |                           |  |  |                       |        |
|  | 1º giugno 2012 - 19:00 |                       | Stati Uniti           | 6    |                           |                           |  |  |                       |        |
|  |                        | Australia             | 4                     |      |                           |                           |  |  |                       |        |
|  | B1: Australia          | Australia             | 4                     | 18   |                           |                           |  |  |                       |        |
|  | B1: Australia          | 2 giugno 2012 - 17:40 |                       | 18   |                           |                           |  |  |                       |        |
|  | A4: Germania           | 0                     |                       |      |                           |                           |  |  |                       |        |
|  | A4: Germania           | 0                     | Australia             | 8    | Finale per il terzo posto | Finale per il terzo posto |  |  |                       |        |
|  | 1º giugno 2012 - 16:20 |                       | Australia             | 8    | Finale per il terzo posto | Finale per il terzo posto |  |  |                       |        |
|  |                        | Cina                  | 7                     |      |                           |                           |  |  |                       |        |
|  | A2: Cina               | Cina                  | 7                     | 13   | Grecia                    | 8                         |  |  |                       |        |
|  | A2: Cina               |                       |                       | 13   | Grecia                    | 8                         |  |  |                       |        |
|  | B3: Canada             | 7                     |                       | Cina | 7                         |                           |  |  |                       |        |
|  | B3: Canada             | 7                     |                       |      | 7                         |                           |  |  |                       |        |
|  |                        |                       |                       |      |                           |                           |  |  | 3 giugno 2012 - 17:40 |        |
|  |                        |                       |                       |      |                           |                           |  |  |                       |        |

##### Quarti di finale
| Changshu 1º giugno 2012, ore 15:00 | Russia                      | 9 – 11 (5-4, 2-2, 0-4, 2-1) referto | Grecia | Changshu Sports Centre\| Arbitri: \| Taccini (ITA) Flahive (AUS) \| |
| Arbitri:                           | Taccini (ITA) Flahive (AUS) |                                     |        |                                                                     |

| Changshu 1º giugno 2012, ore 16:20 | Cina                      | 13 – 7 (3-1,2-2, 4-3, 4-1) referto | Canada | Changshu Sports Centre\| Arbitri: \| Taylan (TUR) Dreval (RUS) \| |
| Arbitri:                           | Taylan (TUR) Dreval (RUS) |                                    |        |                                                                   |

| Changshu 1º giugno 2012, ore 17:40 | Stati Uniti             | 11 – 2 (5-0, 3-1, 4-0, 2-1) referto | Italia | Changshu Sports Centre\| Arbitri: \| Makita (JPN) Meng (CHN) \| |
| Arbitri:                           | Makita (JPN) Meng (CHN) |                                     |        |                                                                 |

| Changshu 1º giugno 2012, ore 19:00 | Australia                      | 18 – 0 (6-0, 3-0, 5-0, 4-0) referto | Germania | Changshu Sports Centre\| Arbitri: \| Dykman (CAN) Drury-Pinto (USA) \| |
| Arbitri:                           | Dykman (CAN) Drury-Pinto (USA) |                                     |          |                                                                        |

##### Semifinali
| Changshu 2 giugno 2012, ore 17:40 | Australia                  | 8 – 7 (0-2, 3-2, 3-2, 2-1) referto | Cina | Changshu Sports Centre\| Arbitri: \| Danelon (BRA) Taylan (TUR) \| |
| Arbitri:                          | Danelon (BRA) Taylan (TUR) |                                    |      |                                                                    |

| Changshu 2 giugno 2012, ore 16:20 | Stati Uniti               | 7 – 6 (2-3, 2-2, 3-0, 0-1) referto | Grecia | Changshu Sports Centre\| Arbitri: \| Bender (GER) Dykman (CAN) \| |
| Arbitri:                          | Bender (GER) Dykman (CAN) |                                    |        |                                                                   |

- 5º - 8º posto

| Changshu 2 giugno 2012, ore 16:20 | Italia                      | 4 – 17 (2-4, 1-5, 0-4, 1-4) referto | Russia | Changshu Sports Centre\| Arbitri: \| Birakis (GRE) Flahive (AUS) \| |
| Arbitri:                          | Birakis (GRE) Flahive (AUS) |                                     |        |                                                                     |

| Changshu 2 giugno 2012, ore 15:00 | Germania                | 15 – 13 (rig) (3-1, 1-3, 5-4, 2-3; 4-2) referto | Canada | Changshu Sports Centre\| Arbitri: \| Meng (CHN) Makita (JPN) \| |
| Arbitri:                          | Meng (CHN) Makita (JPN) |                                                 |        |                                                                 |

##### Finali
- 7º posto

| Changshu 3 giugno 2012, ore 15:00 | Italia                  | 8 – 12 (2-2, 2-5, 2-3, 2-2) referto | Canada | Changshu Sports Centre\| Arbitri: \| Dreval (RUS) Meng (CHN) \| |
| Arbitri:                          | Dreval (RUS) Meng (CHN) |                                     |        |                                                                 |

- 5º posto

| Changshu 3 giugno 2012, ore 16:20 | Russia                         | 18 – 4 referto | Germania | Changshu Sports Centre\| Arbitri: \| Drury-Pinto (USA) Dykman (CAN) \| |
| Arbitri:                          | Drury-Pinto (USA) Dykman (CAN) |                |          |                                                                        |

- 3º posto

| Changshu 3 giugno 2012, ore 17:40 | Grecia                      | 8 – 7 (2-1, 2-4, 2-1, 2-1) referto | Cina | Changshu Sports Centre\| Arbitri: \| Taccini (ITA) Flahive (AUS) \| |
| Arbitri:                          | Taccini (ITA) Flahive (AUS) |                                    |      |                                                                     |

- 1º posto

| Changshu 3 giugno 2012, ore 19:00 | Stati Uniti               | 6 – 4 (2-1, 1-3, 1-0, 2-0) referto | Australia | Changshu Sports Centre\| Arbitri: \| Taylan (TUR) Bender (AUS) \| |
| Arbitri:                          | Taylan (TUR) Bender (AUS) |                                    |           |                                                                   |

## Classifica finale
| Pos. | Squadra     |
| ---- | ----------- |
|      | Stati Uniti |
|      | Australia   |
|      | Grecia      |
| 4    | Cina        |
| 5    | Russia      |
| 6    | Germania    |
| 7    | Canada      |
| 8    | Italia      |